# Thị lắc
Thị lắc hay còn gọi vảy ốc lá to (danh pháp khoa học: Diospyros filipendula) là một loài thực vật có hoa trong họ Thị. Loài này được Pierre ex Lecomte mô tả khoa học đầu tiên năm 1928.